# Yves Dossat
 Yves Dossat, né en 1911 et mort le 2 novembre 1992 est un historien du Midi français au Moyen Âge, de l'Inquisition et de l'hérésie.
Sa thèse de doctorat, soutenue en 1951, est consacrée à l'histoire des premiers temps de l'Inquisition dominicaine dans le Midi et à la crise qu'elle connut au milieu du XIIIe siècle. Enseignant à l'Université de Bordeaux, puis directeur de recherche au CNRS, il publie de nombreux articles érudits consacrés à l'histoire religieuse du Midi médiéval. En 1966, il édite la série des serments d'allégeance prêtés par les nobles du comté de Toulouse au roi de France Philippe III après la mort du comte Alphonse de Poitiers.
Il a été un contributeur régulier des Cahiers de Fanjeaux.

## Publications

### Ouvrages
- Les crises de l'Inquisition toulousaine au XIIIe siècle (1233-1273), Bordeaux, Bière, 1959. Recension sur le site Persée.fr.
- Saisimentum comitatus Tholosani, Paris, Bibliothèque nationale, 1966.

- Prix Gobert 1969 et 1970 de l’Académie des inscriptions et belles-lettres
- Église et hérésie en France au XIIIe siècle, Variorum, 1982.
- L'évolution de la France méridionale (1249-1328), Variorum, 1989.

### Articles (sélection)
- "Le prétendu concile de Bourges et l'excommunication du comte de Toulouse à Viviers (juillet 1940)", Bulletin philologique et historique du Comité des travaux historiques et scientifiques, 1959-1960, p. 461-471.
- "Les restitutions des dîmes dans le diocèse d’Agen pendant l’épiscopat de Guillaume II (1247-1263)", in Bulletin philologique et historique jusqu'à 1610 du comité des travaux historiques et scientifiques, 1962, p. 549-564.
- "Le plus ancien manuel de l'Inquisition méridionale : le Processus inquisitionis (1248-1249)", Bulletin philologique et historique (jusqu'à 1610), année 1961, Paris, 1963, p. 561-579.
- "Un initiateur : Charles Schmidt", dans Historiographie du catharisme. Cahiers de Fanjeaux, 14, 1979, p. 163-184.
- "Les cathares dans les documents de l'Inquisition", dans Cathares en Languedoc. Cahiers de Fanjeaux 3, 1968, p. 71-104.
- "A propos du concile cathare de Saint-Félix : les Milingues", dans Cathares en Languedoc. Cahiers de Fanjeaux 3, 1968, p. 201-214.
- Les noms de baptême en Toulousain et en Albigeois (1272-1273), dans Liturgie et musique (IXe-XIVe s.). Cahiers de Fanjeaux 17, 1983, p. 343-358.